# Stjepan Steiner (liječnik)
Stjepan Steiner (Donja Stubica, 1915.), hrvatski liječnik, osnivač Kliničke bolnice Dubrava i general JNA (umirovljen 1976. godine). Suprug Zore Goldschmidt-Steiner, hrvatske kirurgice, osnivačice sanitetske službu X. korpusa.

## Životopis
Rodio se je u Donjoj Stubici 1915. godine u obitelji kotarskog veterinara i HSS-ovskih simpatizera. Otac Stjepana Steinera je bio vrlo omiljen u svom kraju. Kad su ga vlasti odlučile smijeniti s dužnosti, seljaci su organizirali prosvjede u njegovu obranu i vlasti su popustile.
Osnovnu školu je Stjepan Steiner pohađao u Velikoj Gorici, a na Sušaku prva tri razreda gimnazije. S obitelji se doselio u Zagreb kad je imao 14 godina. Studirao je medicinu na Medicinskom fakultetu u Zagrebu, gdje je doktorirao 1939. godine.
Radio je kao stažist u rodilištu u Petrovoj ulici, kada je kao i mnogi drugi zagrebački Židovi odveden u prihvatni centar na Zavrtnici, odakle su Židovi slani u logore. Zaslugom kolega hrvatskih liječnika spašen je od odvođenja u logore. Vlastima NDH prikazani su on i znatan broj drugih liječnika Židova kao nužno osoblje koje će ići u Bosnu suzbijati epidemiju endemskog sifilisa. Hrvatski liječnici nisu se javljali za odlazak u te krajeve niti uz obećavane velike povlastice. Njemačke i ustaške vlasti (vjerojatno uz osobno poglavnikovo znanje) poštedjeli su od deportacije najmanje 81 židovskog liječnika (Samuel Deutsch, Stjepan Steiner i dr.) iz Zagreba. Poslani su jeseni 1941. godine u najzabačenije bosanske krajeve radi suzbijanja epidemije. Židovski izvori navode da su se hrvatski liječnici Ante Vuletić (koji je osmislio akciju u sporazumu s prijateljem liječnikom Miroslavom Schlesingerom), Mile Budak, ministar Ivan Petrić, Stanko Sielski, Ivan Raguž i Berislav Borčić angažirali radi pomoći svojim židovskim kolegama u formiranju židovske liječničke ekipe.
Za boravka na terenu u Podhumu iznad pruge Sarajevo - Mostar uspio je sa suprugom preći partizanima 1942. godine. S Prvom proleterskom brigadom i Vrhovnim štabom sudjelovao u bitkama na Neretvi, Sutjesci i desantu na Drvar. Godine 1943. postao je osobni liječnik Josipa Broza Tita. Od tad je i član KPJ. Ratni raspored mu je bio prateći bataljun koji je štitio Tita, pripadnike Vrhovnog štaba i članove AVNOJ-a.
Ratni je put Steinera razdvojio od supruge. Obišao je s Titom sva ratišta. Poslije je s njime odletio u Bari. u Italiji, odakle su se krajem 1944. godine vratili vratili u oslobođeni Beograd. U Beogradu je bio živio do 1947. kad je odlučio otići kući u Zagreb.
U Zagrebu su mu komunističke vlasti bile njegovoj obitelji stan: Steinerovog oca, kojega je prijateljstvo s Mačkom spasilo od deportacije i logora, "osloboditeljski" su izbacili z stana. Stan se svidio nekom partizanskom zapovjedniku, pa je Steinerove naprosto izbacio na ulicu i uselio se unutra. Stari Steiner imao je sreću da dobije zamjenski stan u Preradovićevoj ulici, i da ne izgubi glavu uz oksimoronske optužbe - pojedine Židove nove su vlasti optužile za suradnju s ustaškim režimom (jer da ne bi preživjeli, da nisu surađivali) i smaknule još tijekom žalbenog roka na te besmislene presude.
Dr. Stjepan Steiner je u Zagrebu nastavio sa specijalizijom iz interne medicinu, na Bolnici Rebro. Potom je do mirovine radio u Vojnoj bolnici na Šalati, gdje je kao šef uveo razne nove metode i doveo stručnjake. Uvidjevši skučenost postojećeg prostora, založio se da se presele na drugu lokaciju. To se i učinilo, te je ustanova preseljena u novu Bolnicu u Dubravi. Godine 1976. umirovljen je u činu general-majora saniteta.
Stjepan Steiner je u razgovoru s Esther Gitman posvjedočio kako su u onim teškim ratnim vremenima živjela dva velika Hrvata: nadbiskup Alojzije Stepinac koji je spasio više od 400 osoba, a drugi je dr Ante Vuletić, koji je poslije proglašen Pravednikom među narodima.

## Vanjske poveznice
- Arhivsko gradivo - Steiner Stjepan (fond) ARHiNET